# پیمان ادیان و حفاظت
پیمان ادیان و حفاظت (به انگلیسی: Alliance of Religions and Conservation)، یک سازمان بین‌المللی مستقر در بریتانیا بود که توسط شاهزاده فیلیپ در سال ۱۹۹۵ تأسیس شد.
بسیاری از دین‌ها که با ARC کار می‌کنند، تعهدهای بلندمدت خود را در کنفرانس ARC-UNDP در قلعه وینزور در نوامبر ۲۰۰۹، که در آن دبیرکل سازمان ملل متحد بان کی مون و شاهزاده فیلیپ حضور داشتند، ارائه کردند. در مجموع بیش از ۳۰ تعهد انجام شد.
پیمان ادیان و حفاظت تعطیلی خود را در ژوئن ۲۰۱۹ اعلام کرد.